# Michael Wong
Michael Fitzgerald Wong (Albany, 16 aprile 1965) è un attore statunitense.

## Biografia
È nato ad Albany, ma cresciuto a Troy, figlio del ristoratore cinese americano William Wong e dell'artista americana di origini olandesi Connie Van Yserloo, finite le scuole superiori è partito alla volta di Hong Kong con lo scopo di intraprendere la carriera cinematografica come attore nel cinema asiatico; prima di diventare interprete cinematografico ha lavorato anche come modello; è sposato con la modella di Hong Kong Janet Ma che gli ha dato tre figli; inoltre l'attore ha due fratelli, Russell Wong anche lui attore e Declan Wong.
È riuscito a diventare una stella del cinema asiatico di Hong Kong nonostante non parlasse neppure una sola parola di cinese cantonese, e non avesse nessuna preparazione nelle arti marziali; in Asia in particolare ad Hong Kong, in Cina e a Taiwan l'attore è conosciuto per il suo ruolo da protagonista nei film d'azione/polizieschi Final Option (1994) e First Option (1996) dove interpreta un poliziotto; per First Option l'attore ha ricevuto una candidatura agli Hong Kong Film Awards il premio Oscar del cinema di Hong Kong; in seguito ha recitato in una miriade di film cinesi e di Hong Kong, spesso film d'azione e polizieschi ancora inediti in Occidente come ad esempio Beast Cops (1998) che è ritenuto uno dei film di maggiore successo del cinema di Hong Kong ed ha lavorato accanto a molte stelle del cinema asiatico, alcune anche famose in occidente come Chow Yun-Fat, Anthony Wong Chau-sang, Louis Koo,  Tony Leung Chiu-Wai,  Simon Yam, Andy Lau e Tony Leung Ka-Fai; l'attore ha preso parte però anche a molti film statunitensi come ad esempio City Hunter - Il film (1993) dove recita accanto a Jackie Chan, Hong Kong colpo su colpo (1998) con Jean-Claude Van Damme, e il film d'azione di Hong Kong Cold War (2012); nel 2013 l'attore statunitense ha recitato nel film italiano Something Good accanto a Luca Barbareschi mentre nel 2014 ha lavorato in un piccolo ruolo nel film di fantascienza Transformers 4 - L'era dell'estinzione (2014) con Mark Wahlberg.

## Filmografia parziale

### Cinema
- Caccia spietata (Wong ga jin si), regia di David Chung (1986)
- City Hunter - Il film (Sing si lip yan), regia di Jing Wong (1993)
- Thunderbolt - Sfida mortale (Pik lik foh), regia di Gordon Chan (1995)
- Tre desideri (Three Wishes), regia di Martha Coolidge (1995)
- Hong Kong colpo su colpo (Knock Off), regia di Hark Tsui (1998)
- Calmi cuori appassionati (Reisei to jônetsu no aida), regia di Isamu Nakae (2001)
- Seven Swords (Qi jian), regia di Hark Tsui (2005)
- The Counting House, regia di Carlo Giudice e Paolo Marcellini (2007)
- Cold War (Hon zin), regia di Lok Man Leung e Kim-Ching Luk (2012)
- Something Good (Something Good: The Mercury Factor), regia di Luca Barbareschi (2013)
- Transformers 4 - L'era dell'estinzione (Transformers: Age of Extinction), regia di Michael Bay (2014)
- Skiptrace - Missione Hong Kong (Jue di tao wang), regia di Renny Harlin (2016)

### Televisione
- Soluzione estrema (Once a Thief), regia di John Woo (1996)

## Riconoscimenti
- Nomination agli Hong Kong Film Awards come miglior attore protagonista per il film Beast Cops (1998)

## Doppiatori italiani
Nelle versioni in italiano delle opere in cui ha recitato, Michael Wong è stato doppiato da:
- Roberto Certomà in Cold War
- Toni Garrani in Something Good
- Mauro Gravina in Skiptrace - Missione Hong Kong